# Entwurf
Entwurf (po niemiecku „szkic” lub „projekt”) – drugi single album południowokoreańskiej grupy Nmixx, wydany 19 września 2022 roku przez wytwórnię JYP Entertainment. Album zawiera cztery utwory, w tym główny singel „Dice” oraz utwór „Cool (Your Rainbow)”, a także instrumentalne wersje obu piosenek.

## Lista utworów
| CD | CD                            | CD | CD                                                                                        | CD                | CD      |
| Nr | Tytuł utworu                  | Tekst | Kompozycja                                                                                | Aranżacja         | Długość |
| -- | ----------------------------- | --- | ----------------------------------------------------------------------------------------- | ----------------- | ------- |
| 1. | „Dice”                        | Dr. Jo (153/Joombas), Myung Hye-in (Jamfactory), Danke (Lalala Studio), Cha Lee-rin (153/Joombas), Baek Sae-im (Jamfactory), Zaya (153/Joombas), Park Ji-hyun (153/Joombas) | Armadillo, Rangga, Frankie Day (The Hub), Charlotte Wilson (The Hub), The Hub 88, Jonkind | Armadillo, Rangga | 2:45    |
| 2. | „Cool (Your Rainbow)”         | Park Rang (Verygoods), Jo Yu-ri, Hannah Robinson, Call Me Loop | Armadillo, Hannah Robinson, Call Me Loop, Hoji, Nile Lee, Won                             | Armadillo         | 2:50    |
| 3. | „Dice” (Inst.)                | |                                                                                           |                   | 2:45    |
| 4. | „Cool (Your Rainbow)” (Inst.) | |                                                                                           |                   | 2:50    |

## Notowania
| Lista                                 | Pozycja | Źr.   |
| ------------------------------------- | ------- | ----- |
| South Korean Albums (Circle)          | 1       | [ 3 ] |
| Japanese Hot Albums (Billboard Japan) | 53      | [ 4 ] |

## Sprzedaż
| Kraj             | Sprzedaż |
| ---------------- | -------- |
| Korea Południowa | 562 596+ |